# Kuparivaara
Kuparivaara är en kulle i Finland. Den ligger i Kuusamo i landskapet Norra Österbotten, i den nordöstra delen av landet, 700 km norr om huvudstaden Helsingfors. Toppen på Kuparivaara är 257 meter över havet.
Terrängen runt Kuparivaara är platt. Runt Kuparivaara är det mycket glesbefolkat, med 2 invånare per kvadratkilometer.